# 클리퍼 빅터

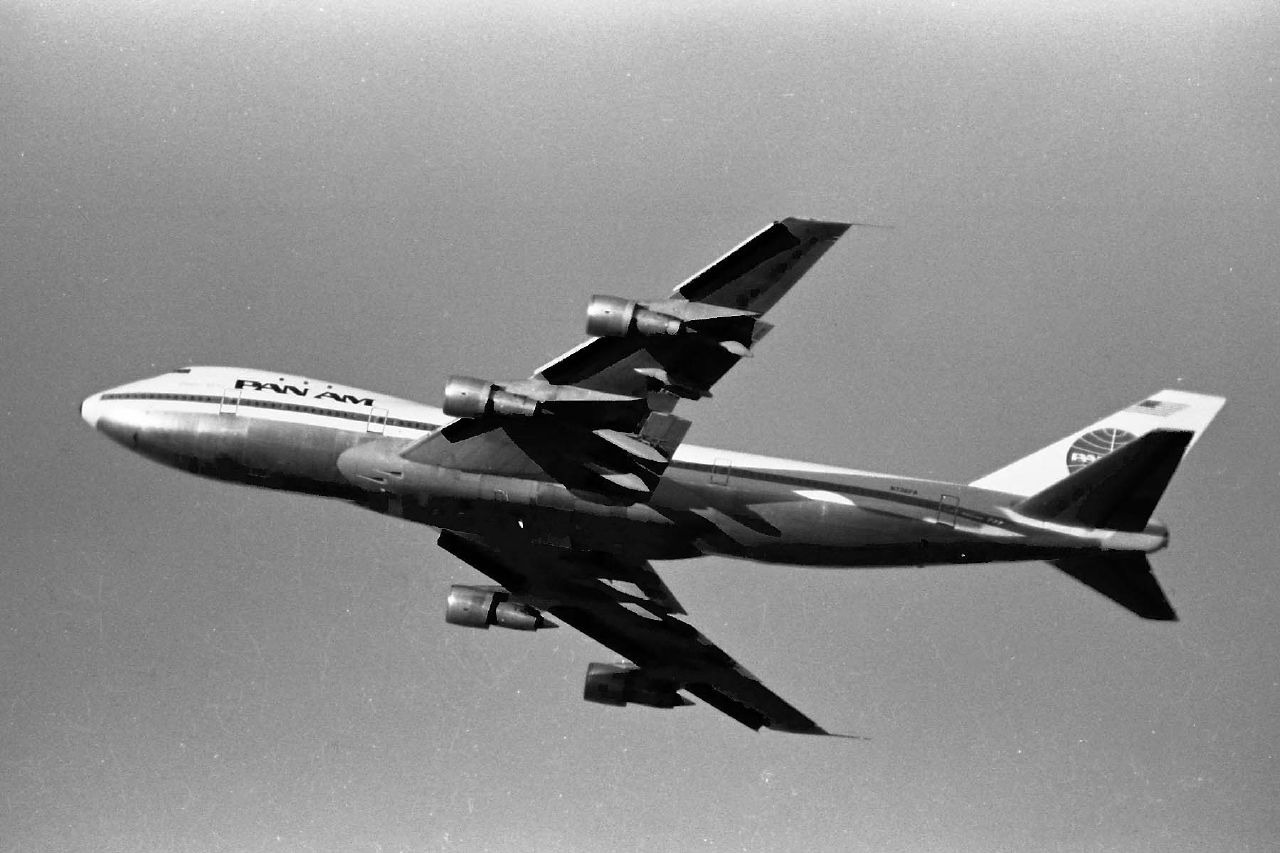

클리퍼 빅터는 보잉 747 최초 상업운항기이다. 1969년 제작되어 팬아메리칸항공(Pan American World Airways, 이하 팬암)에 인도되었다. 팬암에서는 1970년 1월 1일 뉴욕 존 F. 케네디 국제공항(JFK)에서 런던 히드로 국제공항(LHR) 최초로 N735PA(Clipper Young American)를 운항하려고 하였으나 엔진문제로 이륙전 회항하면서 N736PA(Clipper Victor)가 6시간후 Clipper Young American으로 이름을 바꿔 이륙하였다. 그러나 1970년 8월 2일 쿠바에서의 납치사건 이후로 다시 Clipper Victor로 이름을 바꾸었다. 1977년 3월 27일 테네리페 참사서 KLM의 PH-BUF(The Rhine)와 충돌해 소실된다.